# Universitätsklinik Balgrist
Die Universitätsklinik Balgrist ist ein auf die Abklärung, Behandlung und Nachbetreuung von Schädigungen des Bewegungsapparates spezialisiertes Klinikum in Zürich. Es umfasst die medizinischen Fachbereiche Orthopädie, Paraplegiologie, Radiologie, Anästhesiologie, Rheumatologie und Physikalische Medizin sowie Chiropraktik.
Im Auftrag der Universität Zürich übernimmt die Universitätsklinik Balgrist die Ausbildung von Ärzten in den Fächern Orthopädie und Paraplegiologie sowie die Weiterbildung von Ärzten und medizinischem Personal in Orthopädie, Paraplegiologie, Rheumatologie, Anästhesiologie und Radiologie. Die Klinik fungiert zudem als Forschungszentrum zur Verbesserung der Qualität der Gesundheitsversorgung.

## Spitalorganisation
Die Universitätsklinik Balgrist ist eine gemeinnützige, nach betriebswirtschaftlichen Grundsätzen geführte private Institution unter Leitung von Thomas Huggler als Operativer Spitaldirektor und Mazda Farshad als Medizinischer Spitaldirektor und Chefarzt der Orthopädie.
Die Klinik ist in mehrere Fachbereiche gegliedert:

### Orthopädie

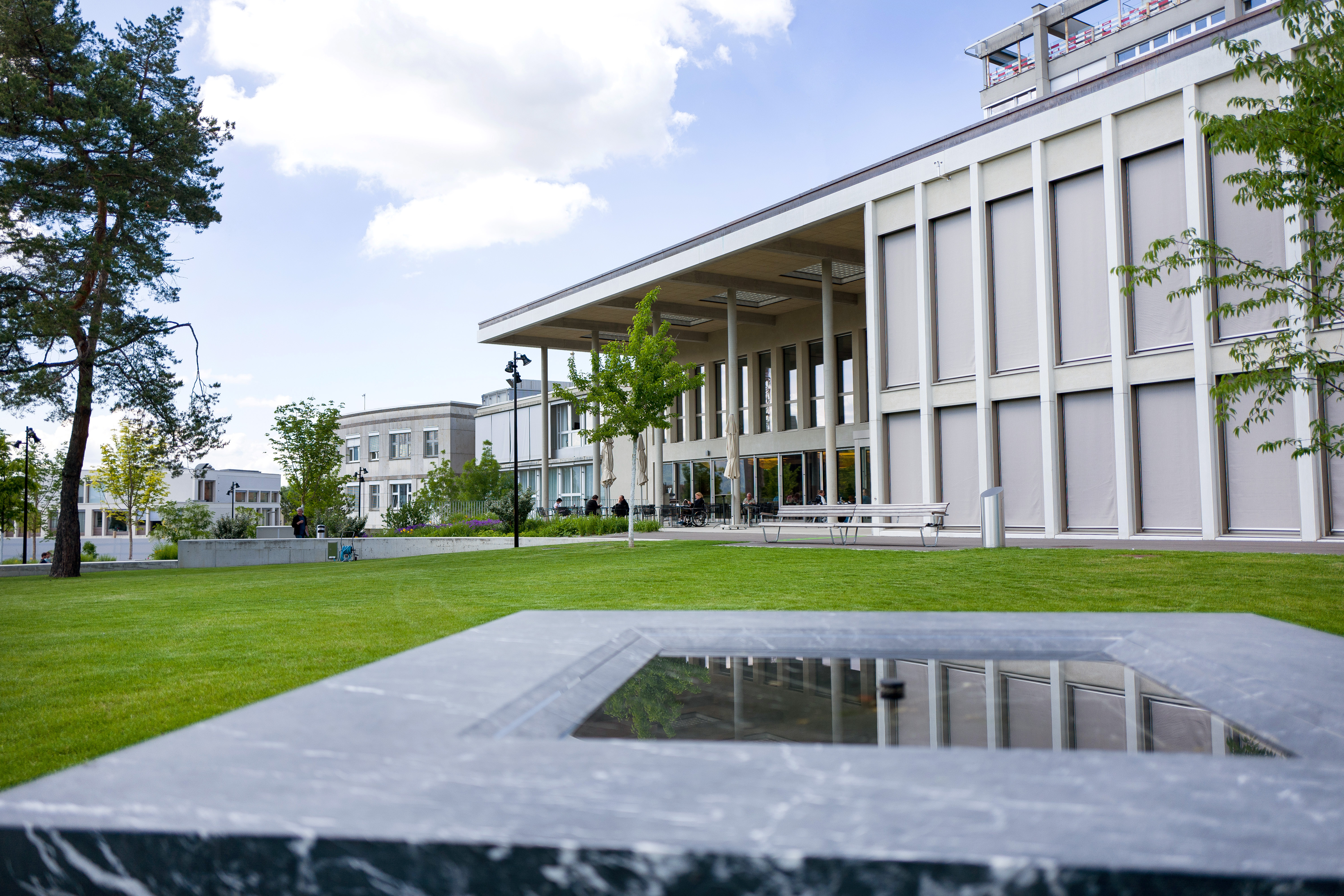
Rückansicht und Klinikpark

Die Abteilung Orthopädie untersucht und behandelt Erkrankungen, Verletzungen und deren Folgen am Bewegungsapparat. Die Abteilung untersteht der direkten Leitung des ärztlichen Direktors der Klinik und Inhaber des Lehrstuhls für Orthopädie an der Universität Zürich, Mazda Farshad. Die Abteilung ist nach Fachteams organisiert. So bestehen die Bereiche Schulter/Ellbogen, Hand, Wirbelsäule, Hüfte/Becken, Knie, Fuss, Tumoren, Kinderorthopädie, Technische Orthopädie sowie der Bereich Sportmedizin.

### Zentrum für Paraplegie

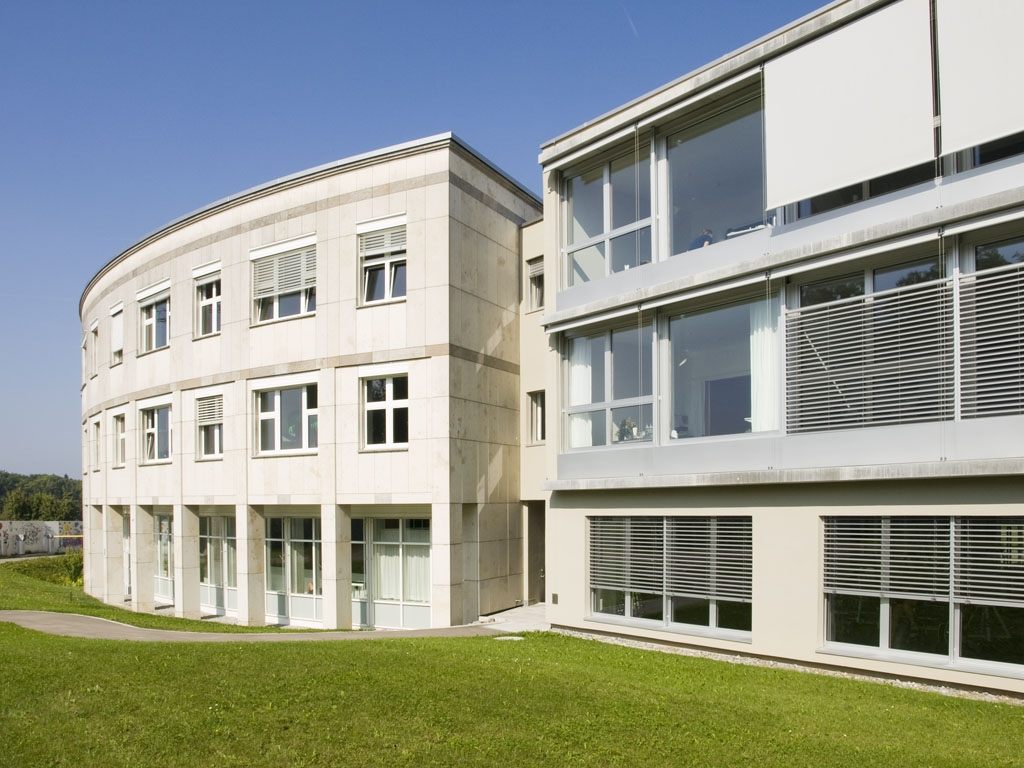
Zentrum für Paraplegie

Das Zentrum für Paraplegie der Universitätsklinik Balgrist behandelt seit 1990 Querschnittslähmungen von der Akutbehandlung bis zur Langzeitrehabilitation. Im Zentrum der Betreuung steht die Erstrehabilitation nach einer Rückenmarkschädigung. Das Zentrum für Paraplegie setzt sich aus den Bereichen Stationärer Bereich, Ambulatorium, Neurologie, Neuro-Urologie sowie Therapie und Beratung zusammen. Es wird von Patrick Freund geleitet.

### Universitäres Wirbelsäulenzentrum Zürich
Im Wirbelsäulenzentrum erfolgt eine Abklärung und Behandlung akuter und chronischer Probleme der Wirbelsäule. Dabei arbeiten die Bereiche Wirbelsäulenchirurgie, Physikalische Medizin und Rheumatologie, Chiropraktik, Neurologie, Neuro-Urologie, muskuloskelettale Radiologie, Anästhesie und Schmerztherapie sowie Kinderorthopädie zusammen.

### Weitere Fachbereiche
- Radiologie
- Physikalische Medizin und Rheumatologie
- Anästhesiologie
- Chiropraktische Medizin
- Innere Medizin
- Rehabilitation
- Pflege
- Physiotherapie

### Forschung und Lehre
In den Räumen der alten Anstalt wurde 1995 das erste Forschungshaus in Betrieb genommen. Die Universitätsklinik Balgrist forscht in den Bereichen:
- Orthopädie
- Tumoren
- Biomechanik
- Paraplegiologie
- Radiologie
- Anästhesie
- Rheumatologie & physikalische Medizin

## Schweizerischer Verein Balgrist
Der Schweizerische Verein Balgrist besteht seit 1909 und betreibt die Universitätsklinik Balgrist. Der Verein bezweckt die Förderung der Gesundheit von Personen mit Leiden am Bewegungsapparat. In Zusammenarbeit mit der Universität Zürich und weiteren wissenschaftlichen Institutionen fördert der Verein zudem die Lehre und Forschung am Bewegungsapparat.
Er wurde 1909 als «Schweizerischer Verein für krüppelhafte Kinder» von dem Arzt Wilhelm Schulthess, dem Riehener Pfarrer Joseph Kägi, dem zürcherischen Erziehungssekretär Friedrich Zollinger und weiteren Persönlichkeiten gegründet, um im Sinne des Begründers der Orthopädie Jean-André Venel, orthopädisch kranken (damals: «krüppelhaft» genannten) Kindern aus der ganzen Schweiz eine medizinische Behandlung, Erziehung und Schulung bzw. Ausbildung zu ermöglichen.
Der Verein konnte schließlich 1912 einen Neubau als erste «Anstalt» auf dem Balgrist-Hügel einweihen, Wilhelm Schulthess wurde ihr erster Direktor. Anfangs gab es 74 Plätze in dem angegliederten Internat. In der damaligen «Ära der maschinellen Orthopädie» wurden zahlreiche mechanische Apparate eingesetzt, vielfach Streckapparate.
Der Verein wird seit 2012 von Alt-Regierungsrätin Rita Fuhrer präsidiert; sie folgte auf Eric Honegger, der das Amt ab 2004 präsidierte.

## Geschichte

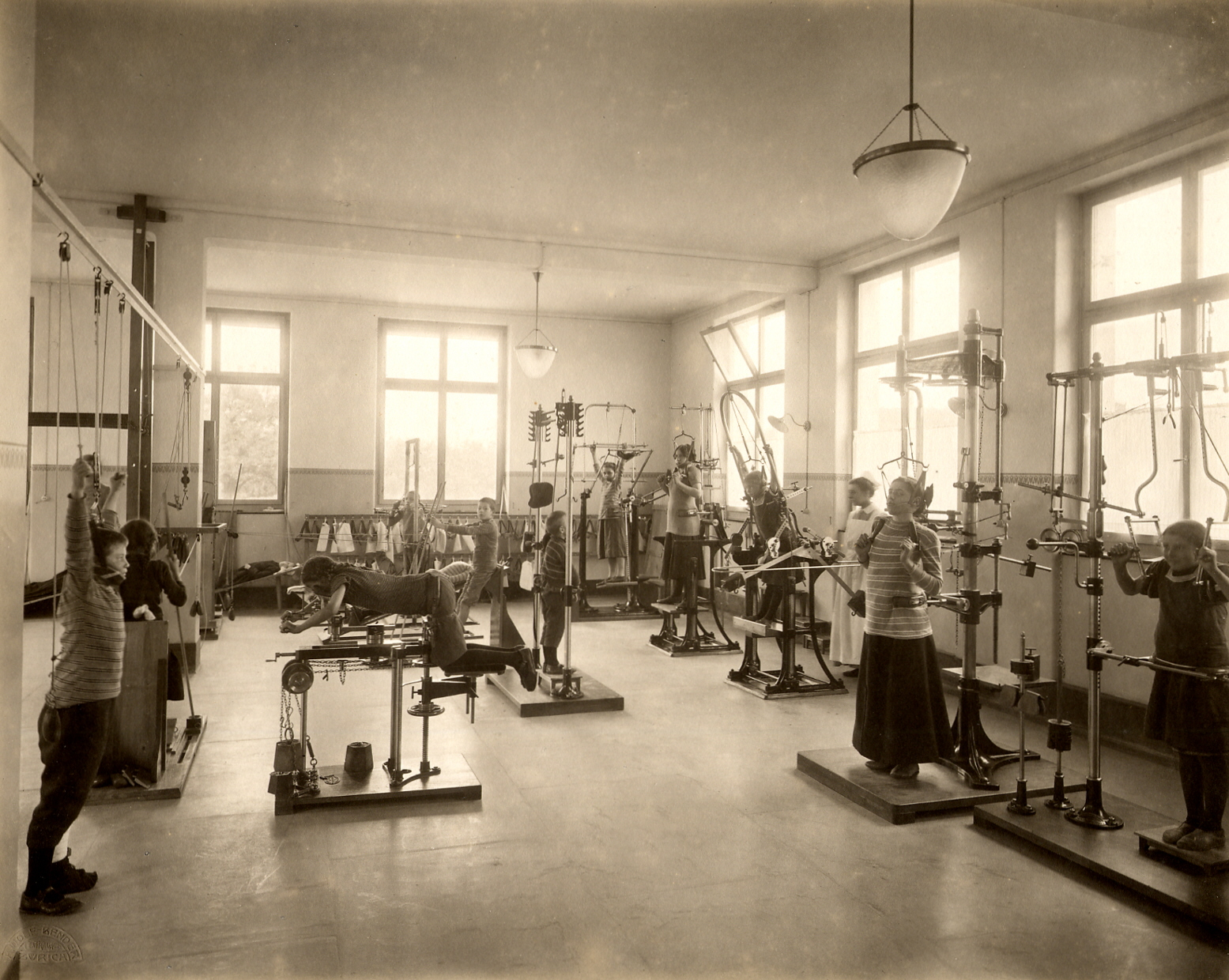
Gymnastiksaal mit Apparaten der maschinellen Orthopädie

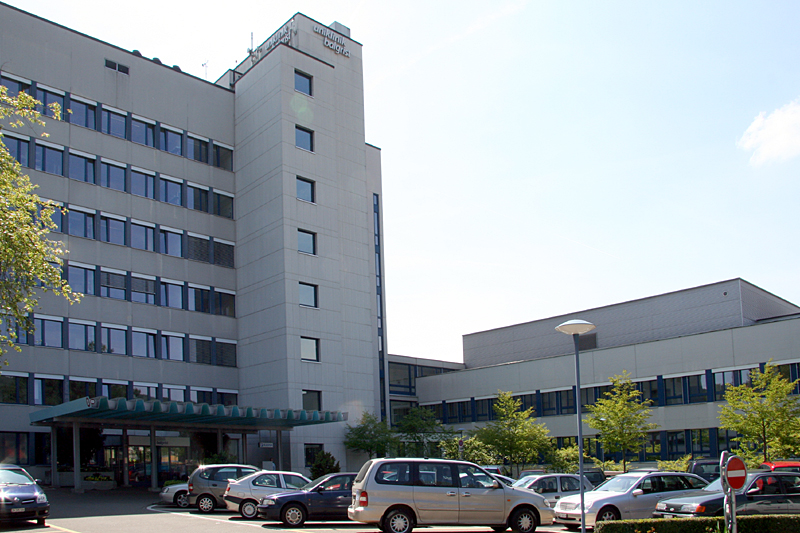
Aussenansicht der Universitätsklinik Balgrist 2009 vor dem Umbau

Die Universitätsklinik Balgrist entwickelte sich aus der 1912 gegründeten Anstalt für krüppelhafte Kinder. Bereits die ersten beiden Direktoren Schulthess und Hoessly hatten klinische Forschung betrieben und eine systematische und lückenlose Erfassung der Krankenakten initiiert, die später zu einem für die Forschung wichtigen Archiv wurde.
Richard Scherb öffnete die Klinik auch zunehmend der Behandlung Erwachsener und erreichte umfangreiche Erweiterungen. Unter Scherb wurde die Anstalt auch nach einer 1945 mit dem Kanton Zürich geschlossenen Vereinbarung Universitätsklinik und der Klinikdirektor gleichzeitig Professor für Orthopädie an der Universität Zürich. Scherb war der Erste, der den menschlichen Gang auf einer Rollgehbahn analysierte und "Myokinesigramme" erstellte, wozu damals allerdings die Muskelaktivitäten zunächst noch mit der Hand ertastet wurden.
Von 1950 bis 1969 war Max René Francillon Direktor des Balgrist. 1966 wurde die Anlage um das siebengeschossige Bettenhochhaus, einen neuen Behandlungstrakt, einen Hörsaal und das zehngeschossige Personalhaus erweitert. 1990 nahm das dritte Schweizerische Paraplegikerzentrum den Betrieb auf.
Der ab 1969 amtierende Direktor Adam Schreiber baute umfangreiche Forschungslabore, so für Calciumstoffwechsel oder Biomechanik, auf und stellte erstmals Mitarbeiter allein für Forschungsaufgaben ein.
Nach der Emeritierung von Adam Schreiber übernahm Hans Zollinger kommissarisch die Leitung, bis am 1. Oktober 1995 der Schulterspezialist Christian Gerber zum neuen Direktor ernannt wurde. Im Jahr 1995 hatte der Balgrist 169 Betten, es wurden 2.865 Patienten stationär behandelt mit einer mittleren Aufenthaltsdauer von 14 Tagen. Im Jahr 1995 erfolgten 29.108 Konsultationen externer Patienten und es wurden 2.442 operative Eingriffe vorgenommen. Der Umsatz betrug 70,7 Millionen Schweizer Franken.
Im August 2017 löste der Wirbelsäulenspezialist Mazda Farshad den emeritierten Christian Gerber ab.
Im Jahr 2018 wurde das weltweit erste universitäre Wirbelsäulenzentrum (UWZH) eröffnet, das die Bereiche Wirbelsäulenchirurgie, Physikalische Medizin und Rheumatologie, Chiropraktik, Neurologie, Neuro-Urologie, Muskuloskelettale Radiologie, Anästhesie und Schmerztherapie sowie der interdisziplinären Wirbelsäulenforschung- und Entwicklung bündelt.
2019 eröffnete die Klinik das Universitäre Zentrum für Prävention und Sportmedizin.
2020 wurde mit ROCS (Research Orthopedic Computer Science) ein Team mit eigener Professur geschaffen, das sich der Forschung zur computerassistierten orthopädischen Chirurgie widmet.
Im Jahr 2023 eröffnete das innovative Forschungs- und Lehrzentrum OR-X, das mit einem voll ausgestatteten Operationssaal Platz für chirurgische Forschung sowie Aus- und Weiterbildung bietet.